# Muhammad Mustafa Ahmad
Muhammad Mustafa Ahmad (arab. محمد مصطفى أحمد) – egipski zapaśnik walczący w stylu klasycznym. Wicemistrz igrzysk afrykańskich w 2015 roku.